# Treueverhältnis
In einem Treueverhältnis stehen in Deutschland Beamte und Soldaten zu ihrem Dienstherrn. Das Treueverhältnis geht mit einem Dienstverhältnis einher. Dienst- und Treueverhältnis sind die typischen Merkmale eines Beamten- bzw. Wehrdienstverhältnisses und kennzeichnen einen besonderen Status. Das Treueverhältnis verpflichtet und berechtigt Dienstherrn und Beamten bzw. Soldat wechselseitig. Es ist keine einseitige Treuepflicht.

## Allgemeines
Die Ausübung hoheitsrechtlicher Befugnisse ist als ständige Aufgabe in der Regel Angehörigen des öffentlichen Dienstes zu übertragen, die in einem öffentlich-rechtlichen Treueverhältnis stehen (Art. 33 Abs. 4 GG). Das Treueverhältnis gehört zu den hergebrachten Grundsätzen des Berufsbeamtentums, unter deren Berücksichtigung das Recht des öffentlichen Dienstes zu regeln und fortzuentwickeln ist (Art. 33 Abs. 5 GG). Beamte stehen zu ihrem Dienstherrn in einem öffentlich-rechtlichen Dienst- und Treueverhältnis (Beamtenverhältnis; § 4 BBG; § 3 Abs. 1 BeamtStG). Staat und Soldaten sind durch gegenseitige Treue miteinander verbunden (§ 1 Abs. 1 S. 2 SG).
Jeder Beamte und Soldat steht in einem Treueverhältnis, unabhängig von seiner konkreten Tätigkeit (Eingriffs- oder Leistungsverwaltung, Führungs-, Amts- oder Stabsverwendungen), von der Art des Dienstverhältnisses (Beamtenverhältnis auf Lebenszeit, auf Probe, auf Widerruf und auf Zeit sowie Berufssoldaten und Soldaten auf Zeit) oder der Arbeitszeit (Vollzeit, Teilzeit, Beurlaubung).

## Treuepflicht der Beamten und Soldaten
Die sich aus dem Treueverhältnis ergebene Treuepflicht geht über eine arbeitsvertraglich geschuldete Leistung und auch über das bloße Eintreten für die freiheitliche demokratische Grundordnung hinaus. Mit der Begründung des Treueverhältnisses bringt der Beamte bzw. Soldat seine gesamte Persönlichkeit in das Rechtsverhältnis ein. Er muss insbesondere Einschränkungen seiner Handlungsfreiheit in Kauf nehmen. Es geht dabei nicht allein um die Einschränkung der Handlungsfreiheit durch die unmittelbare Dienstleistungspflicht. Vielmehr sind durch das Treueverhältnis auch andere Grundrechte notwendigerweise eingeschränkt. Soldaten und besondere Beamtengruppen (z. B. Feuerwehr, Polizei) müssen ggf. auch Einschränkungen in ihr Recht auf körperliche Unversehrtheit hinnehmen.
Beamte und Soldaten sind verpflichtet zur Zurückhaltung bei politischer Betätigung und im Ausland, zur Verschwiegenheit, zur Genehmigung von Nebentätigkeiten sowie keine Belohnungen und Geschenke anzunehmen.
Beamte haben die Grundpflicht, dem ganzen Volk und nicht einer Partei zu dienen. Sie haben weiterhin die Dienstpflichten, ihre Aufgaben unparteiisch und gerecht zu erfüllen, ihr Amt zum Wohl der Allgemeinheit zu führen, sich mit vollem persönlichem Einsatz ihrem Beruf zu widmen, das ihnen übertragene Amt uneigennützig nach bestem Gewissen wahrzunehmen, ihre Vorgesetzten zu beraten und zu unterstützen, deren dienstliche Anordnungen auszuführen und deren allgemeine Richtlinien zu befolgen, für die Rechtmäßigkeit ihrer dienstlichen Handlungen die volle persönliche Verantwortung zu tragen, ihre Wohnung so zu nehmen, dass die ordnungsmäßige Wahrnehmung ihrer Dienstgeschäfte nicht beeinträchtigt wird.
Der Soldat hat die Pflicht, der Bundesrepublik Deutschland treu zu dienen und das Recht und die Freiheit des deutschen Volkes tapfer zu verteidigen (§ 7 Abs. 1 S. 2 SG), sogenannte Grundpflicht des Soldaten. Er schwört oder gelobt dies in einem Diensteid bzw. in einem feierlichen Gelöbnis (§ 9 SG). Zu den soldatischen Pflichten gehören des Weiteren die Pflichten als Vorgesetzter, die Pflicht zum Gehorsam, zur Kameradschaft, zur Wahrheit, zur Ansehens-, Achtungs- und Vertrauenswahrung, zur Gesundheiterhaltung sowie zum Wohnen in der Gemeinschaftsunterkunft und Teilnahme an Gemeinschaftsverpflegung aufgrund besonderer Anordnung.
Die schuldhafte Pflichtverletzung ist ein Dienstvergehen.

## Treuepflicht des Dienstherrn
Als Kehrseite der Treue der Beamten und Soldaten hat der Dienstherr im Rahmen des Treueverhältnisses eine Fürsorgepflicht. Er hat für das Wohl der Beamten und Soldaten sowie ihrer Familien, auch für die Zeit nach Beendigung des Dienstverhältnisses, zu sorgen (§ 78 S. 2 BBG; § 45 S. 1 BeamtStG § 31 Abs. 1 SG). Auch ist der Dienstherr zur Alimentation verpflichtet.
Zur Fürsorge und Alimentation gehören die Besoldung, Reisekostenerstattung, Umzugskostenvergütung, Trennungsgeld, Beihilfe, Ruhegehalt, Hinterbliebenen-, Unfall- und Wohnungsfürsorge. Bestimmten Beamten wird zudem freie Heilfürsorge und Dienstkleidung gewährt.
Für Soldaten gehören zusätzlich zur Fürsorge und Alimentation des Dienstherrn die freie Heilfürsorge in Form der unentgeltlichen truppenärztliche Versorgung, die Bereitstellung von Dienstkleidung und Ausrüstung, Unterkunft, Verpflegung, Berufsförderung, Eingliederungs- und Zulassungsschein, Übergangsgebührnisse und -beihilfe, Ausgleichsbezüge, Versorgung bei Wehrdienstbeschädigung, Militärseelsorge, Sozialdienst der Bundeswehr, Truppenpsychologen, Heimgesellschaften, Familienbetreuungszentren, Freizeitbüros, Rüstzeiten und weitere vielfältige Maßnahmen der Betreuung.

## Arbeitnehmer im öffentlichen Dienst
Arbeitnehmer im öffentlichen Dienst (Tarifbeschäftigte) stehen nicht in einem Treueverhältnis, sondern in einem privatrechtlichen Arbeitsverhältnis. Über den im Arbeitsvertrag geschuldete Arbeitsleistung hinaus sind sie dem Arbeitgeber gegenüber nicht verpflichtet.